# Veulen (dier)

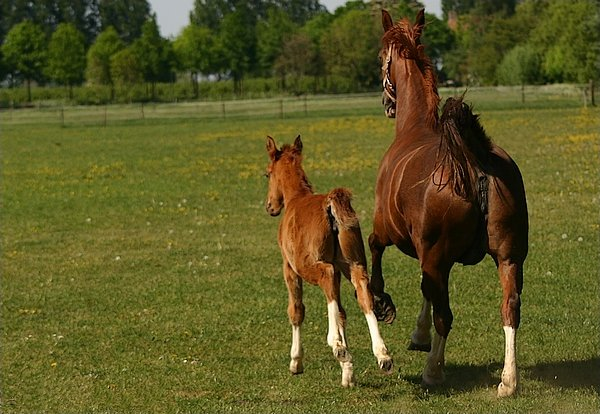
Veulen en merrie in galop

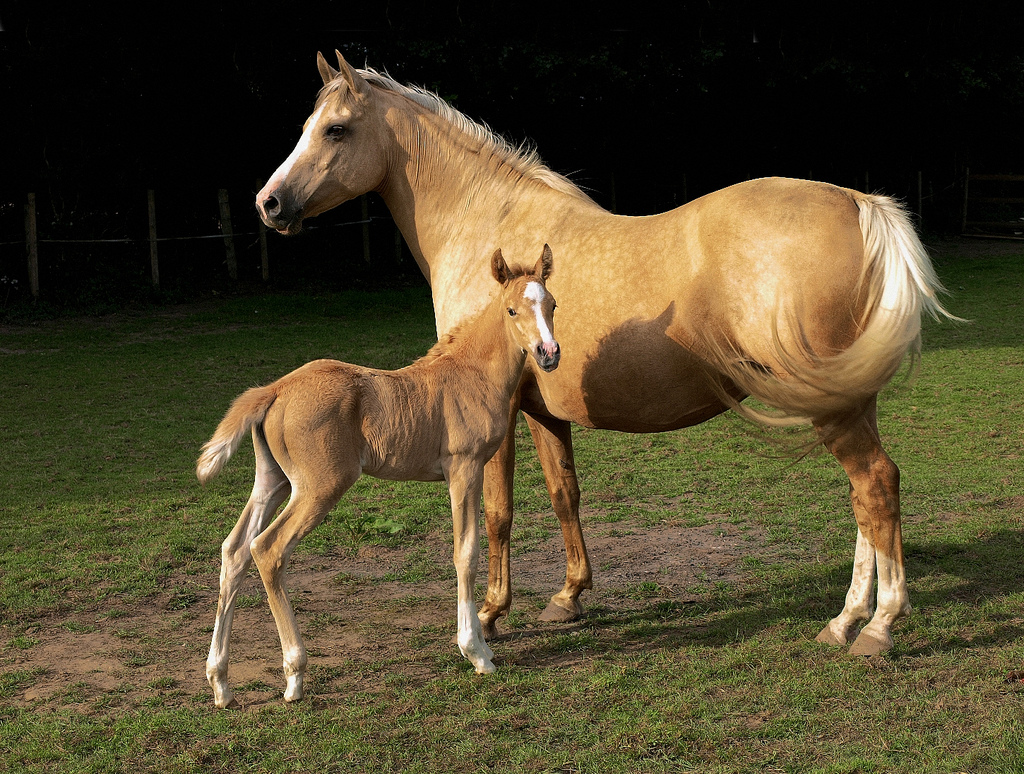
Veulen met merrie

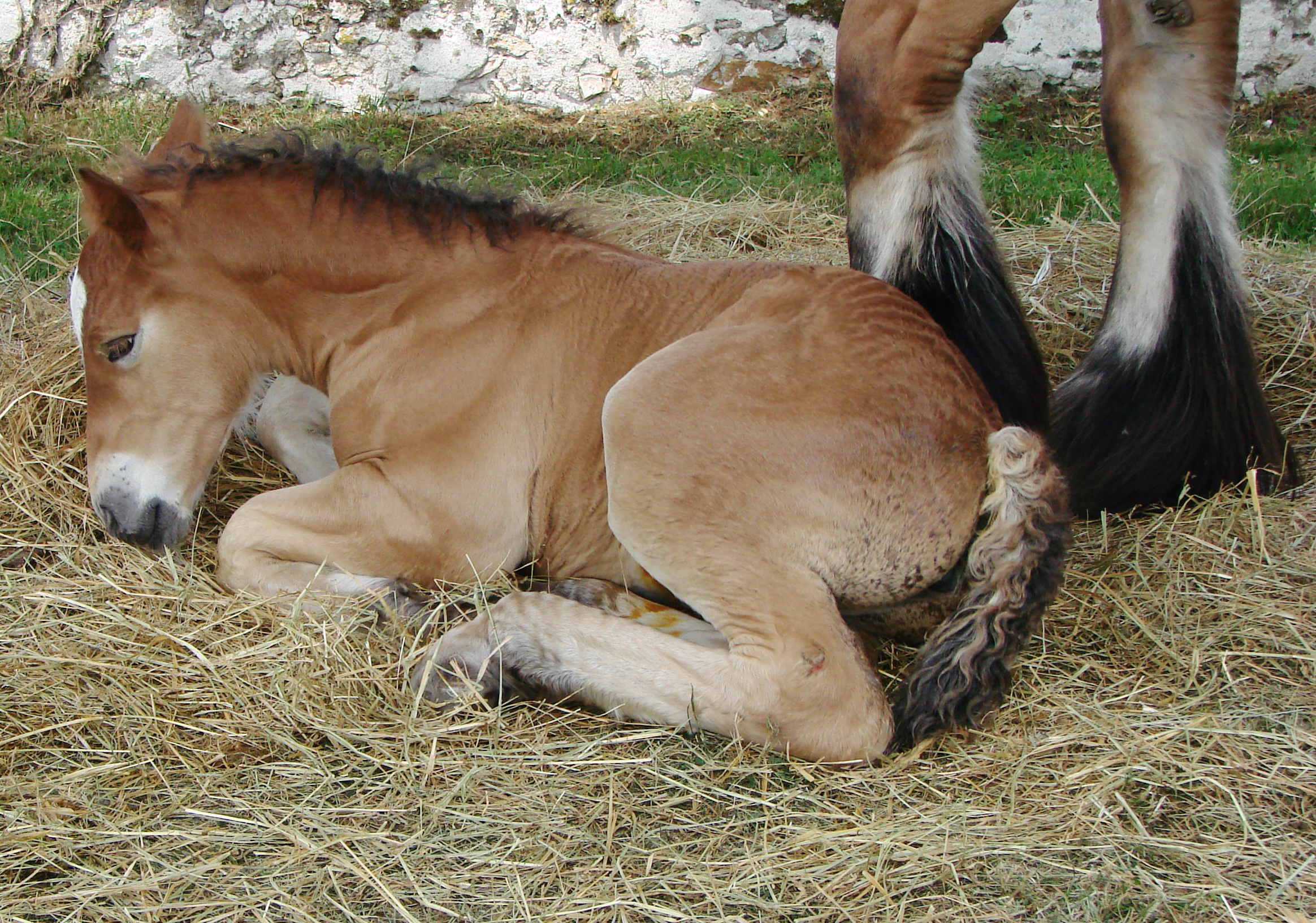
Een veulen heeft vaker en langer rust nodig

Een jong van een paard, dat nog geen jaar oud is noemt men een veulen. Bij verwanten zoals ezels en zebra's noemt men het jong ook veulen en voor andere jonge dieren wordt de aanduiding eveneens gebruikt. Zo wordt het jong van een kameel soms veulen genoemd, hoewel kalf gebruikelijker is.
Vrouwelijke en mannelijke veulens lijken op elkaar; de verschillen komen wanneer het veulen ouder wordt. Het geslacht van een pasgeboren veulen is vast te stellen door onder de staart te kijken: de aanleg van de vrouwelijke geslachtsdelen is al zichtbaar.
Het veulen wordt meestal 's nachts geboren na een dracht van 11 maanden. Na de geboorte kunnen veulens al direct staan. Omdat de motoriek van het jonge dier nog niet volledig ontwikkeld is, zal hij eerst wat wankel zijn, maar het veulen gaat toch direct op zoek naar de uier van zijn moeder. De eerste melk wordt ook wel biest genoemd en bevat vele antistoffen die het kwetsbare veulen goed kan gebruiken.